# En byfamilie i Vestafrika
En byfamilie i Vestafrika er en dansk dokumentarfilm fra 1976 med instruktion og manuskript af Kristian Paludan og Sven Aage Petersen. Filmen er én af en serie på tre, der også omfatter En nomadefamilie i Vestafrika og En bondefamilie i Vestafrika.

## Handling
I perioden 1968-1973 blev landene i Sahel-området ramt af vedvarende tørke. Hungersnøden bredte sig, nomadernes kvæg omkom, bøndernes kornforråd slap op på grund af for dårlig høst, og de måtte sælge deres kvæg. I byerne tørrede brøndene ud, og fødevarepriserne steg skyhøjt. Nu, hvor Sahel-landene atter er forsvundet fra avisernes overskrifter, og hvor det langsigtede hjælpearbejde er i gang, er både overudnyttelsen af ressourcerne og den økonomiske afhængighed stadig realiteter. Under disse omstændigheder lever en byfamilie i Ouagadougou, hovedstaden i Burkina Faso (tidligere Øvre Volta). 150.000 mennesker bor her, en fordobling på 10 år på grund af flugten fra land til by. Filmens familie er tilflyttet og lever af handel og udbyttet fra en mark uden for byen, som på grund af den øgede befolkningskoncentration udviklingsmæssigt ikke kan følge med - ikke kan forsyne indvandrerne med arbejde, boliger og undervisning.